# Jarząbki (Sainte-Croix)
Pour les articles homonymes, voir Jarząbki.
Jarząbki est une localité polonaise de la gmina de Gnojno, située dans le powiat de Busko en voïvodie de Sainte-Croix.